# Ключі (Черновське сільське поселення)
Ключі́ (рос. Ключи) — село у складі Шабалінського району Кіровської області, Росія. Входить до складу Черновського сільського поселення.
Населення становить 88 осіб (2010, 158 у 2002).
Національний склад станом на 2002 рік — росіяни 100 %.